# Lisa Simpson
Lisa Marie Simpson este unul dintre personajele principale ale serialului de animație Familia Simpson și este unul dintre membrii familiei cu același nume.

## Date generale
Lisa a apărut pentru prima dată la televizor pe data de 19 aprilie 1987 în Good Night, în cadrul emisiunii de varietăți „The Tracey Ullman Show”. Desenatorul Matt Groening a creat și desenat-o în timp ce aștepta în anticamera biroului lui James L Brooks. Groening fusese invitat să propună un nou serial bazat pe banda desenată Life in Hell, dar s-a decis să creeze un nou set de personaje. Lisa Simpson a primit numele de Lisa după sora mai mică a desenatorului Lisa Groening.
Având opt ani Lisa este copilul mijlociu al familiei, fiind sora mai mică a lui Bart și sora mai mare a lui Maggie. Ea este cunoscută în serial ca fiind vocea moralității. O copilă curajoasă, inteligentă și ambițioasă, ea are o dragoste profundă pentru tot ce ține de mediu, școală, educație și mai ales pentru muzica jazz. Se presupune că are un IQ de peste 200. Îi place să cânte la saxofonul bariton, fiind un dar de la tatăl ei Homer așa cum a fost dezvăluit în episodul ”Lisa's Sax” din sezonul 9. A devenit vegetariană în sezonul 7, s-a convertit la budism în sezonul 13 și pledează pentru o varietate de cauze politice, inclusiv drepturile omului în Tibet. Unul dintre personaje este și Dl. Burns.
Lisa a avut mai multe relații romantice de-a lungul serialului cu diferiți băieți, fie de vârsta ei, fie mai mari. Una dintre cele mai faimoase dintre acestea a fost cu Nelson Muntz, unul dintre personajele populare al cărui rol în serial este acela de bătăuș, dar în același timp și de unul dintre cei mai buni prieteni a lui Bart. 
Lisa are o relație tipică de frați cu Bart. Deși se i-au uneori la harță, ei chiar se iubesc unul pe altul.  
La școală, Lisa este nepopulară printre colegi, fiind de mai multe ori ținta glumelor.   
De cele mai multe ori, Lisa are foarte multe în comun cu Marge.    